# القطع بالليزر
القطع بالليزر (بالإنجليزية: Laser cutting) هي تكنولوجيا تستخدم الليزر لقطع المواد، وعادة ما تستخدم في التطبيقات الصناعية، ولكنه بدأ استخدامها أيضا من قبل المدارس، والشركات الصغيرة والهواة. القطع بالليزر باستخدام الكمبيوتر لتوجيه أشعة الليزر عالية الطاقة إلى المادة التي يراد قطعها. المواد إما أن تذوب، أو تحروق، أو تتبخر على شكل غاز، تاركة الحواف المقطوعة على درجة عالية من الدقة. تستخدم قواطع الليزر الصناعية لقطع مواد مستوية أو اسطوانية[ ؟ ].